# Linga (Victoria)
Linga est une localité à l'ouest de l'État du Victoria en Australie à 414 km au nord-ouest de Melbourne sur la Mallee Highway, dans le bourg de Mildura. Elle est située dans le Sunraysia et compte 10 habitants en 2016.